# Al'bert Širjaev
A'lbert Nikolaevič Širjaev (in cirillico: Альберт Николаевич Ширяев; trasl. angl.: Albert Nikolayevich Shiryaev; Ščëlkovo, 12 ottobre 1934) è un matematico russo.
Membro effettivo dell'Accademia russa delle scienze dal 2011 (come membro corrispondente dal 1997), è inoltre professore onorario presso l'Università statale di Mosca e capo del dipartimento di teoria della probabilità (sezione del dipartimento di meccanica e matematica di tale università). Sovrintende inoltre il laboratorio di statistica e processi stocastici presso l'Istituto di matematica Steklov. Shiryaev è membro effettivo dell'Academia Europæa (dal 1990); presidente della società russa degli attuari (dal 1994); membro onorario della Royal Statistical Society (dal 1985); membro dell'Institute of Mathematical Statistics; vice-presidente della Bernoulli Society for Mathematical Statistics and Probability tra il 1987 e il 1989 e presidente tra il 1989 e il 1991. Shiryaev collabora a diverse riviste specializzate in qualità di membro del consiglio editoriale: tra queste troviamo la "Uspekhi Matematicheskikh Nauk", "Analysis Mathematica", "Stochastics", "Sequential Analysis", "Probability and Mathematical statistics", "Finance and stochastics".

## Biografia
Conseguì la laurea presso il dipartimento di meccanica e matematica dell'Università statale di Mosca nel 1957, avendo tra i suoi professori A. N. Kolmogorov.  Dal 1957 ha lavorato presso l'Istituto di matematica Steklov (divenendo nel 1986 responsabile del laboratorio di statistica e processi stocastici). 
Nel 1961 discusse la propria tesi di Kandidat nauk. Nel 1967 discusse la sua tesi di dottorato intitolata "Indagine sull'analisi statistica sequenziale". Entrò a far parte nel 1971 del corpo docenti del dipartimento di meccanica e matematica dell'Università statale di Mosca. 
Dal 1996 è a capo del dipartimento di teoria della probabilità della medesima università, succedendo a B. V. Gnedenko.
Dal 2007 ha iniziato una collaborazione con la società Yandex, tenendo corsi presso la loro scuola di analisi dei dati. 
Nel 2000 ha ricevuto il dottorato onorario dall'Università di Friburgo in Brisgovia. Dal 2002 è inoltre professore onorario dell'università di Amsterdam.
Hanno conseguito il dottorato sotto la sua supervisione Dmitrij Olegovič Kramkov (nel 1992, premiato dalla European Mathematical Society nel 1996) e Alexander Novikov (nel 1982, noto per aver suggerito e dimostrato l'eponima condizione nell'ambito della teoria delle martingale).

## Ambito di ricerca
I contributi principali di Shiryaev concernono la teoria della probabilità e la statistica matematica. In particolare ha ottenuto risultati di grande importanza nella teoria spettrale dei processi stocastici stazionari, nei problemi di filtro ottimale non lineare nell'ambito delle equazioni differenziali stocastiche, nell'analisi statistica sequenziale, nell'ottimizzazione stocastica (in relazione al tempo di arresto), nella teoria delle martingale. 

## Riconoscimenti
- premio A. A. Markov dell'Accademia delle Scienze dell'Unione Sovietica (1977)
- premio A. N. Kolmogorov dell'Accademia russa delle scienze (1994)
- medaglia d'oro P. L. Čebyšëv (2017)